# Bolton (Mississipi)
Bolton és una població dels Estats Units a l'estat de Mississipi. Segons el cens del 2000 tenia 629 habitants.

## Demografia
Segons el cens del 2000, Bolton tenia 629 habitants, 246 habitatges, i 157 famílies. La densitat de població era de 158,7 habitants per km².
Dels 246 habitatges en un 29,3% hi vivien nens de menys de 18 anys, en un 34,6% hi vivien parelles casades, en un 24,4% dones solteres, i en un 35,8% no eren unitats familiars. En el 32,1% dels habitatges hi vivien persones soles el 13,8% de les quals corresponia a persones de 65 anys o més que vivien soles. El nombre mitjà de persones vivint en cada habitatge era de 2,56 i el nombre mitjà de persones que vivien en cada família era de 3,28.
Per edats la població es repartia de la següent manera: un 28,9% tenia menys de 18 anys, un 8,4% entre 18 i 24, un 27,8% entre 25 i 44, un 19,2% de 45 a 60 i un 15,6% 65 anys o més.
L'edat mediana era de 36 anys. Per cada 100 dones de 18 o més anys hi havia 72,6 homes.
La renda mediana per habitatge era de 28.833 $ i la renda mediana per família de 50.208 $. Els homes tenien una renda mediana de 27.159 $ mentre que les dones 24.479 $. La renda per capita de la població era de 27.271 $. Entorn del 15,5% de les famílies i el 21,4% de la població estaven per davall del llindar de pobresa.

## Poblacions més properes
El següent diagrama mostra les poblacions més properes.